# Episodi di Trust Me (serie televisiva 2009)
La prima stagione di Trust Me è andata in onda sulla TNT dal 26 gennaio 2009 a 
In Italia va in onda su Mya dal 6 settembre 2009
| nº | Titolo originale                      | Titolo italiano         | Prima TV USA     | Prima TV Italia  |
| -- | ------------------------------------- | ----------------------- | ---------------- | ---------------- |
| 1  | Pilot                                 | Prima e dopo            | 26 gennaio 2009  | 6 settembre 2009 |
| 2  | All Hell the Victors                  | Idea vincente           | 2 febbraio 2009  |                  |
| 3  | But Wait, There's More                | Aspettando di più       | 9 febbraio 2009  |                  |
| 4  | Au Courant                            | Al passo coi tempi      | 16 febbraio 2009 |                  |
| 5  | Way Beyond the Call                   | Mossa coraggiosa        | 23 febbraio 2009 |                  |
| 6  | Promises Promises                     | Fuga romantica          | 3 marzo 2009     |                  |
| 7  | Damage Control                        | Il conteggio dei danni  | 10 marzo 2009    |                  |
| 8  | What's the Rush                       | Che fretta c'è          | 17 marzo 2009    |                  |
| 9  | Odd Man Out                           | Le seconde occasioni    | 17 marzo 2009    |                  |
| 10 | Thanks, I Needed That                 | Lavoro di gruppo        | 31 marzo 2009    |                  |
| 11 | Norming                               | In competizione         | 31 marzo 2009    |                  |
| 12 | You Got Chocolate in My Peanut Butter | Lo spot della discordia | 7 aprile 2009    |                  |
| 13 | The More Things Change                | Le cose cambiano        | 7 aprile 2009    | 15 novembre 2009 |